# Pukaskwa River
Der Pukaskwa River ist ein Zufluss des Oberen Sees in der kanadischen Provinz Ontario.
Der Pukaskwa River hat seinen Ursprung im See Gibson Lake. Er fließt im Oberlauf durch mehrere kleinere Seen in westsüdwestlicher Richtung. Südlich des Widgeon Lake wendet sich der Fluss in südlicher Richtung, dann wieder nach Westen. In überwiegend südwestlicher Richtung durchfließt der Fluss den östlichen Randbereich des nach ihm  benannten Pukaskwa-Nationalpark und mündet schließlich in den Oberen See. Der Pukaskwa River hat eine Länge von 56 km. Der Fluss bietet 57 Stromschnellen und ist beliebt bei Wildwasserkanuten. Ringham's Gorge, eine 3 km lange  Wildwasserschlucht, gilt als Höhepunkt des Flusses. Kurz vor der Mündung überwindet der Pukaskwa River die 24 m hohen Schist Falls.